# Gare de Sète
Gare de Sète – stacja kolejowa w Sète, w regionie Oksytania, w departamencie Hérault, we Francji. Leży na skrzyżowaniu linii kolejowych Bordeaux-Sète i Tarascon-Sète. Stacja została otwarta w 1857.

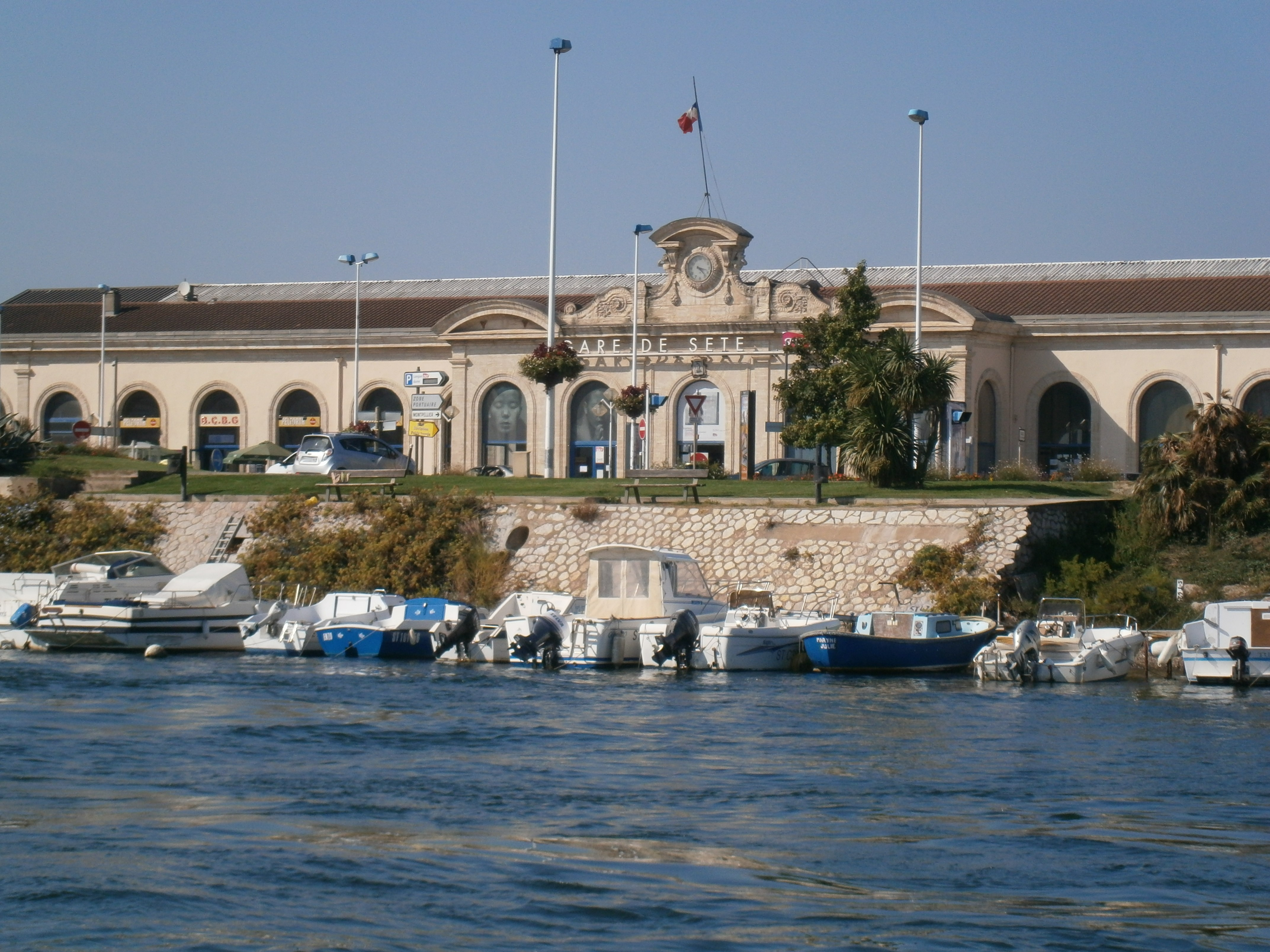
Dworzec kolejowy w Sète, 2011